# Pierre Levée (Ardillières)
Pour les articles homonymes, voir Pierre levée.
La Pierre Levée est un dolmen situé à Ardillières, dans le département de la Charente-Maritime en France.

## Protection
L'édifice est classé au titre des monuments historiques en 1889.

## Description
Le monument est mentionné sur la Carte de Cassini et Chaudruc de Cazannes en donne une première description en 1820. Il se compose de quatre orthostates dont un couché au sol. L'ensemble délimite une chambre sépulcrale de forme rectangulaire (2,15 m par 1,40 m) qui s'ouvre au sud-est. La table de couverture mesure 2,80 m de long pour 2,50 m de large, son épaisseur est comprise entre 0,30 m et 0,60 m. Toutes les dalles sont en calcaire et pourraient provenir d'une carrière située à proximité.
La table de couverture est ornée d'une cupule sur sa face supérieure. L'orthostate gauche comporte sur sa face interne une décoration gravée en relief en forme de grande crosse d'environ 0,60 m de long. C'est l'un des rares mégalithes gravés du département.
Le dolmen fut fouillé dans la deuxième moitié du XIXe par René Primevère Lesson, puis par Charles Rigaud en 1873. Un petit disque en os perforé et gravé est le seul objet archéologique connu qui y fut retrouvé.

## Folklore
Selon une légende locale, le dolmen serait une porte de l'enfer dont le franchissement serait sans retour. Dans une autre version, cette porte serait gardée par une fée résidant sous terre.

## Galerie

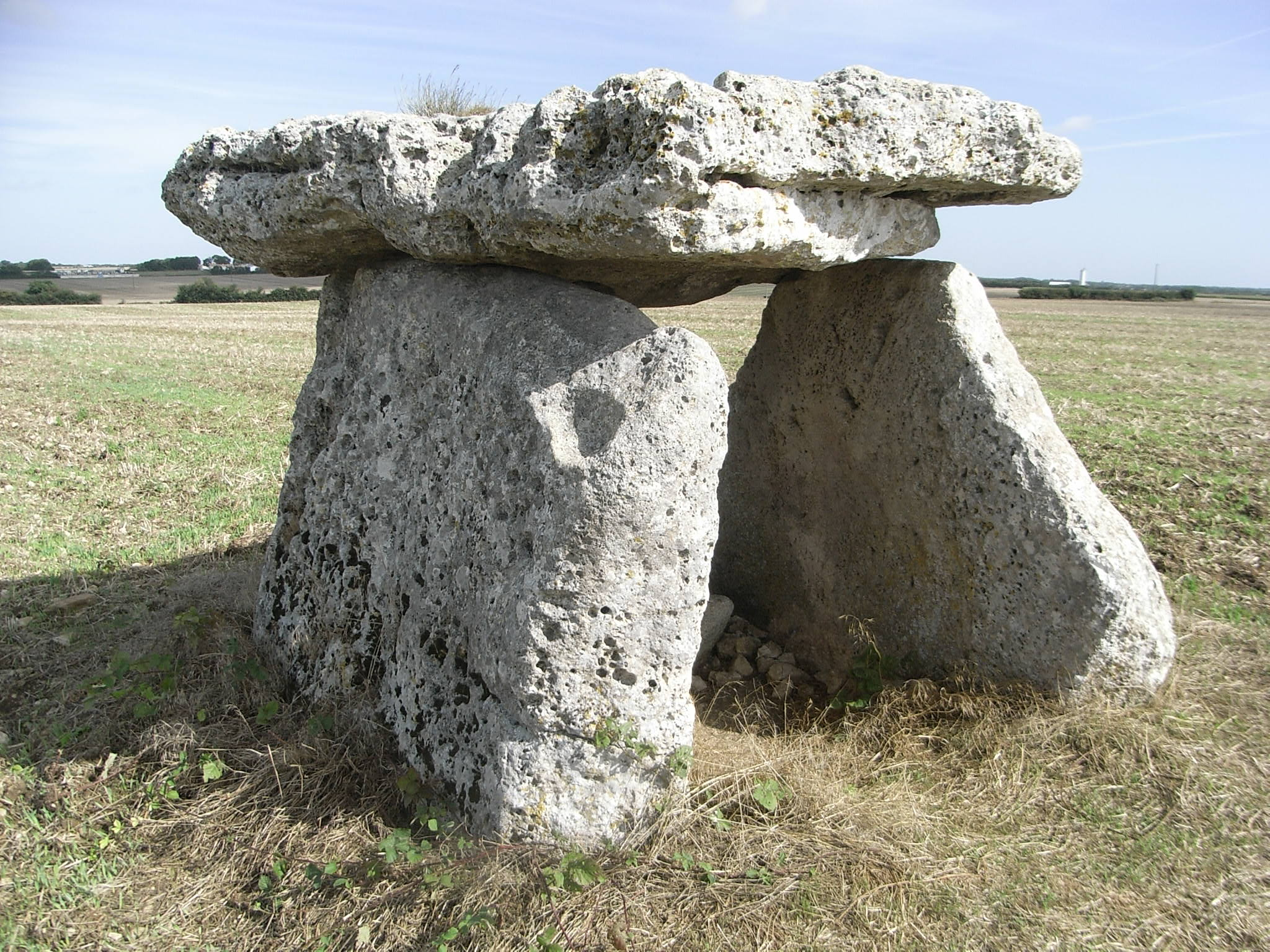
vue sud
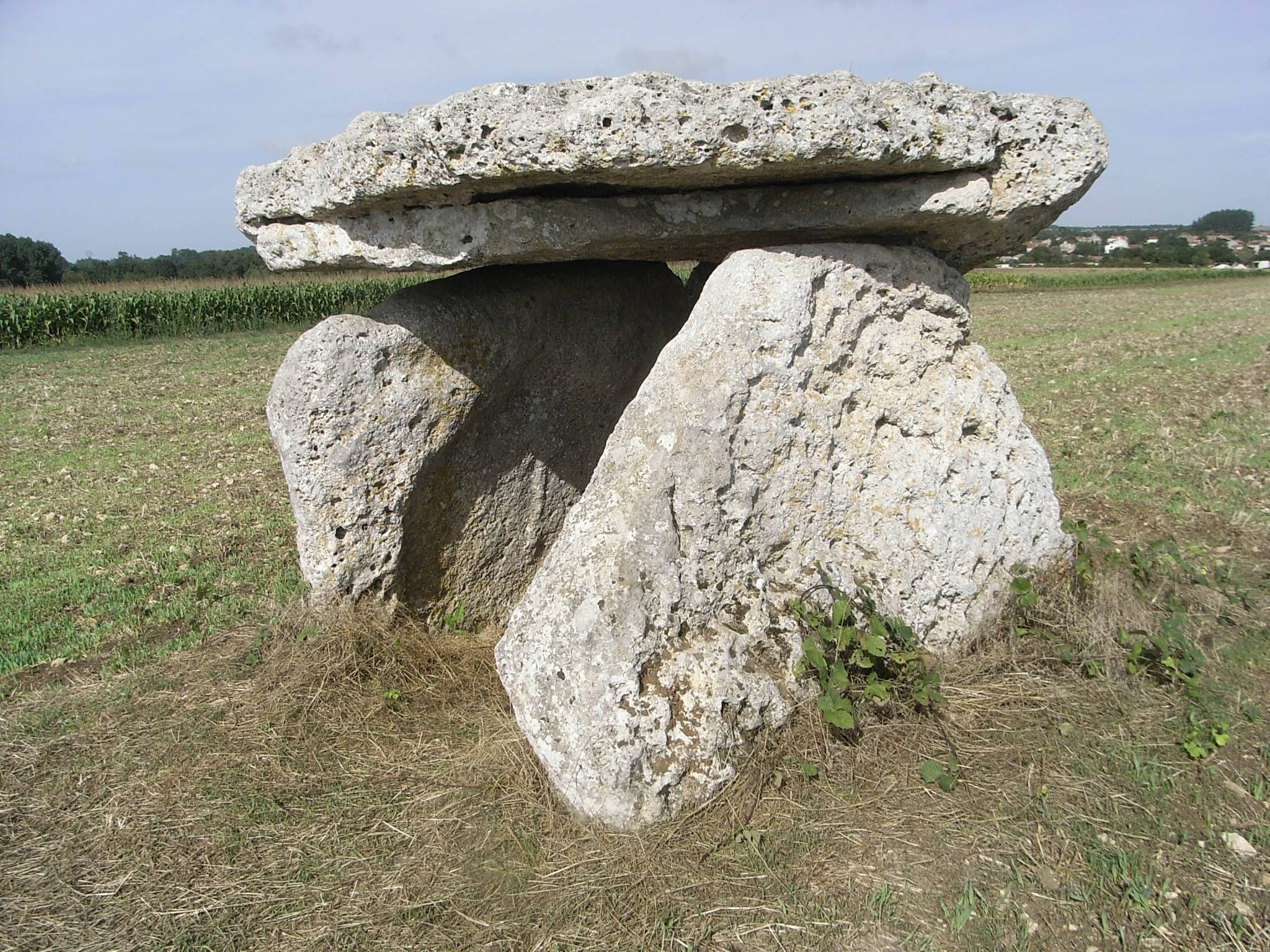
vue est
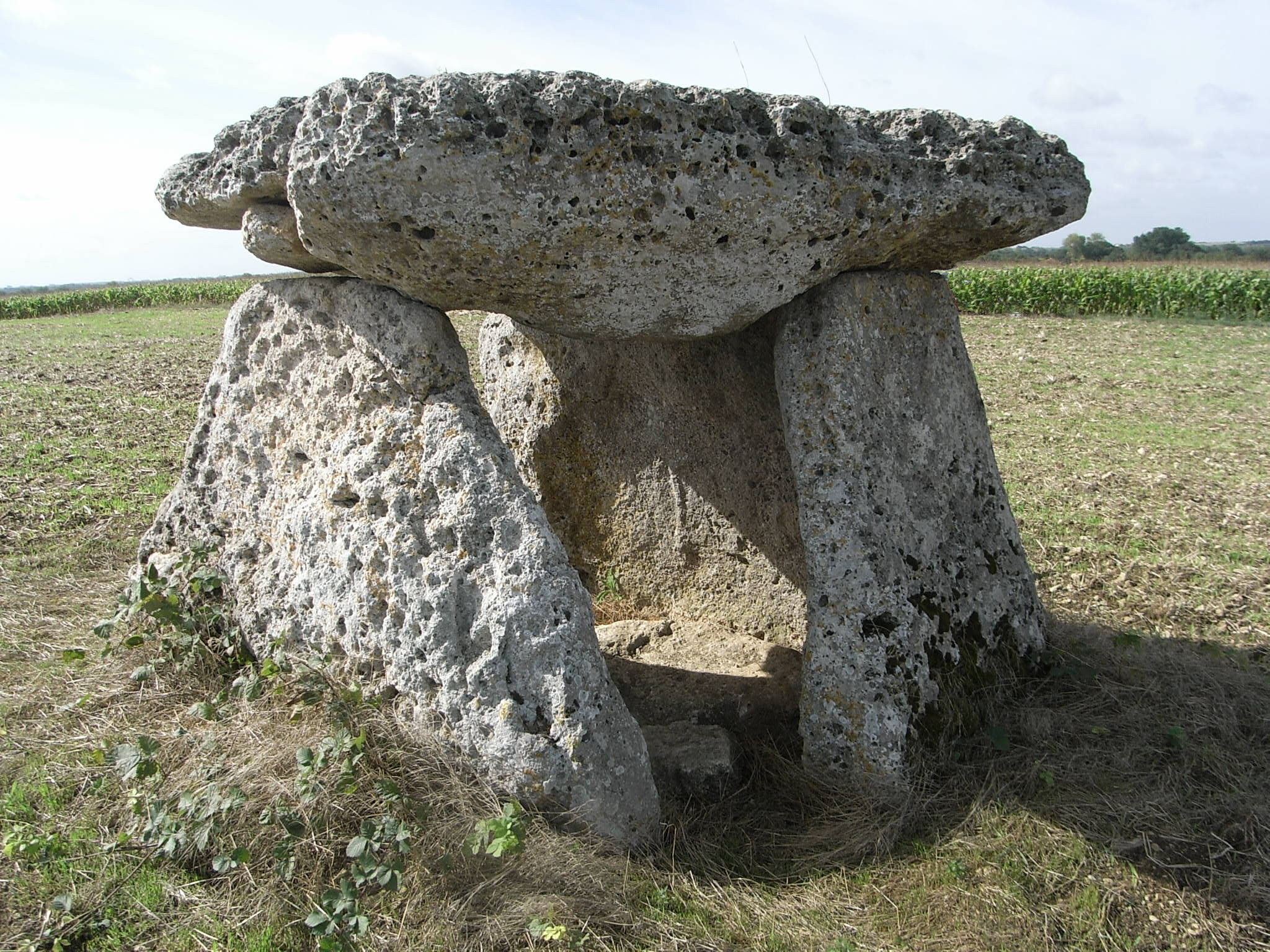
vue nord-est